# Niko Peleshi
 (août 2023).
Si vous disposez d'ouvrages ou d'articles de référence ou si vous connaissez des sites web de qualité traitant du thème abordé ici, merci de compléter l'article en donnant les références utiles à sa vérifiabilité et en les liant à la section « Notes et références ».
Niko Peleshi, né le 11 novembre 1970 à Korçë, est un homme politique albanais membre du Parti socialiste d'Albanie (PSSh).

## Biographie
Diplômé en génie électrique de l'université polytechnique (en) de Tirana, il travaillé dans le secteur privé à Korçë. En 2001, il est élu président de la chambre de commerce et d'industrie de la ville.
Il devient en 2004 préfet de la préfecture de Korçë. Relevé de ses fonctions en 2005, il est élu deux ans plus tard maire de Korçë. Il est reconduit aux élections locales de 2011.
À la suite des élections législatives du 23 juin 2013, remportées par le centre-gauche, il est nommé le 15 septembre suivant Vice-Premier ministre dans le gouvernement du Premier ministre socialiste Edi Rama. Il est remplacé le 22 mai 2017 par Ledina Mandia. De 2017 à 2018, il est ministre de l'Agriculture et du Développement rural.